# Brachyglossina vindicata
Brachyglossina vindicata är en fjärilsart som beskrevs av Louis Beethoven Prout 1938. Brachyglossina vindicata ingår i släktet Brachyglossina och familjen mätare. Inga underarter finns listade i Catalogue of Life.